# Муравьёв, Никита Михайлович
Ники́та Миха́йлович Муравьёв (9 [20] сентября 1795 года (по другим данным 19 (30) июля 1796), Санкт-Петербург — 28 апреля [10 мая] 1843 год, с. Урик, Иркутская губерния) — один из главных идеологов движения декабристов, офицер, член ложи «Трёх добродетелей», капитан Гвардейского Генерального штаба.
По оценке академика Н. М. Дружинина, «он был в числе основателей и руководящих членов декабристских союзов, он действовал как главный организатор и идеологический вождь Северного общества, из-под его пера вышел конституционный проект, который является важнейшим документом по истории движения наряду с „Русскою Правдою“ П. И. Пестеля. Он сосредоточил вокруг себя умеренные элементы революционного течения и противопоставил их политическую позицию радикальному течению Южного общества».

## Биография
Сын писателя и публициста Михаила Никитича Муравьёва и Екатерины Фёдоровны (урождённой Колокольцовой). Получил отличное домашнее образование. Позднее поступил на физико-математическое отделение Московского университета.
С началом Отечественной войны 1812 из-за болезни был удержан матерью от поступления на военную службу, тем не менее бежал из дома, пытаясь добраться до расположения русской армии (по семейным рассказам, был схвачен крестьянами как французский шпион и доставлен к московскому генерал-губернатору Ф. В. Ростопчину, который вернул его домой). Осенью 1812 находился в эвакуации в Нижнем Новгороде, где (9.11.1812) получил от ректора Московского университета И. А. Гейма аттестат об увольнении из университета со степенью кандидата физико-математических наук (которая, таким образом, была присвоена Муравьёву без экзаменов, по «известным его дарованиям и достаточным сведениям в науках»).
Был зачислен в действующую армию прапорщиком свиты по квартирмейстерской части в июле 1813 года. Прошёл всю кампанию 1813—1814 годов. Участник сражений при Дрездене, Лейпциге и осады Гамбурга. Награждён орденами Св. Анны 3-й ст. (за отличие в битвах при Дрездене и Лейпциге) и Св. Владимира 4-й ст. (за отличие при осаде Гамбурга). 1 августа 1814 года переведён в Генеральный штаб. Участвовал в военных действиях против Наполеона I, возвратившегося с острова Эльбы (прикомандирован к дежурному генералу главного штаба русских войск в Вене А. А. Закревскому). В июне 1815 года в свите офицеров Генерального штаба прибыл в Париж. Здесь Муравьёв познакомился с Бенжаменом Констаном, Анри Грегуаром, аббатом Сиверсом.
По возвращении в Россию Муравьёв вместе с будущими декабристами слушал курс политэкономии профессора К. Ф. Германа и самостоятельно изучал литературу по экономике, праву, истории. В 1816 году принял активное участие в создании Союза спасения, стал одним из основателей Союза благоденствия (1818). Вместе с С. П. Трубецким и А. Н. Муравьёвым участвовал в создании устава Союза благоденствия — «Зелёной книги». В январе 1820 года на Петербургском совещании Союза высказался за установление республиканского правления путём военного восстания. Вышел в отставку в начале 1820 года. Уехал на юг России вместе с М. С. Луниным и встречался там с П. И. Пестелем.

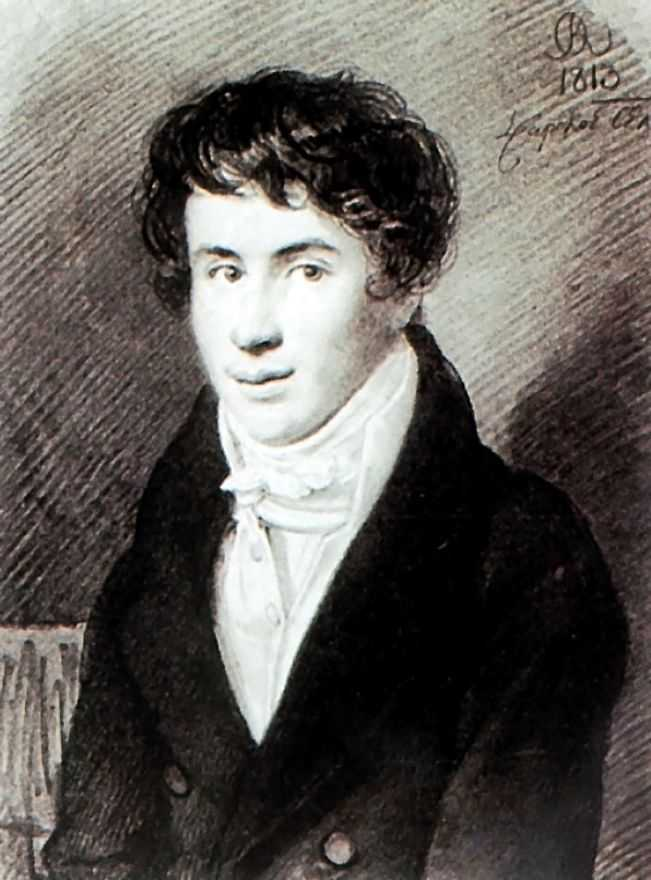
О. Кипренский. Портрет Никиты Михайловича Муравьёва, 1813

После формального роспуска Союза благоденствия (1821) Муравьёв инициирует создание новой организации — Северного общества. Его влияние в 1821—1823 годах в обществе было чрезвычайно велико. В то же время Муравьёв не терял связи с Пестелем, руководителем Южного общества, введшим Муравьёва в руководящий орган Южного тайного общества — Директорию.
В декабре 1821 года Муравьёв возобновил службу в Генеральном штабе, в чине поручика. Зимой того же года, находясь вместе с гвардией в Минске, Муравьёв разработал первый вариант конституции. В нём, наряду с уничтожением крепостного права, феодального строя, рекрутчины и военных поселений, появляются идеи сохранения монархии, ограниченной в действии конституцией. По проекту устанавливался высокий имущественный ценз, освобождение крестьян было безземельным, сохранялось помещичье землевладение. Этот вариант Конституции был раскритикован Пестелем, Рылеевым, Штейнгелем, Торсоном. В последующих вариантах Конституции Муравьёв снизил имущественный ценз, оговорил условия наделения крестьян землёй.
В декабре 1825 года Муравьёва не было в Петербурге: взяв отпуск по семейным обстоятельствам, он уехал с женой в орловское имение Чернышёвых Тагино. Имя Муравьёва, как одного из руководителей тайного общества, было названо в доносе А. И. Майбороды.
Арестован в селе Тагино 20 декабря 1825 года. Доставлен в Петербург на главную гауптвахту 25 декабря, переведён 26 декабря в Петропавловскую крепость. После допроса 5 января 1826 года представил Тайному комитету «Историческое обозрение хода Общества». Осуждён по I разряду. По конфирмации 10 июля 1826 года приговорён к каторжным работам сроком на 20 лет, 22 августа 1826 года срок каторги сокращён до 15 лет. Отправлен в Сибирь 10 декабря 1826 года.

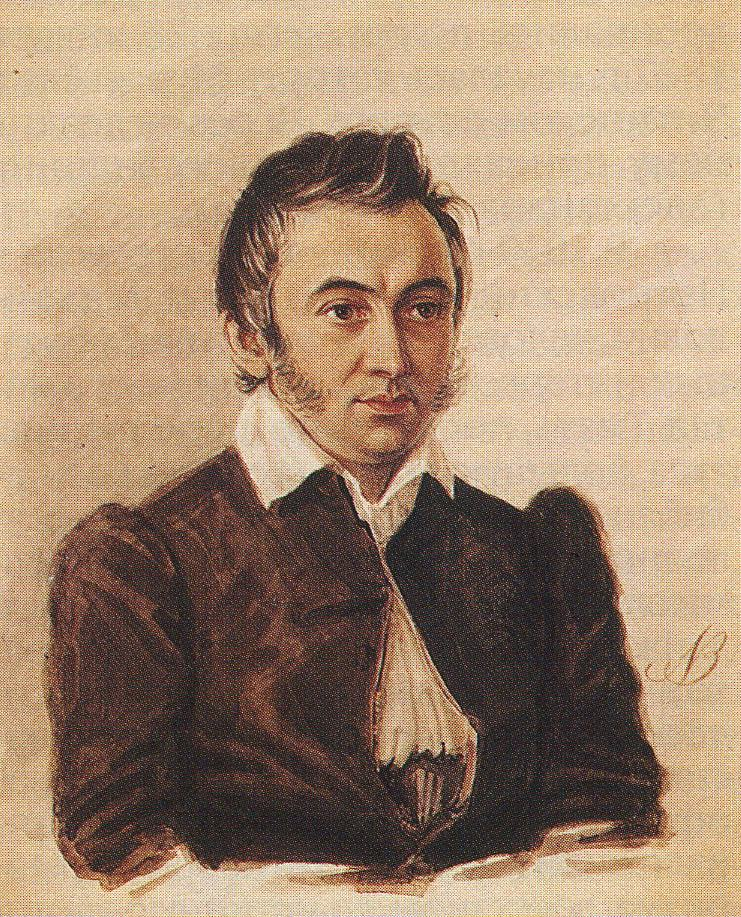
Н. А. Бестужев. Портрет Н. М. Муравьёва, 1836

С 28 января 1827 года отбывал наказание в Читинском остроге, с сентября 1830 года — в Петровском заводе, где читал курс лекций по истории России и военной истории, был активным участником Малой артели. В ноябре 1832 года срок каторги был сокращён до 10 лет. Из Петровского завода отбыл на поселение в село Урик Иркутского округа, где вместе с братом занимался сельским хозяйством, построил мельницу. Есть сведения, что в Сибири Муравьёв писал политические сочинения и мемуары, но после ареста Лунина в 1841 году всё уничтожил.
…хотели к делу приплесть Никиту Муравьёва по родству его и приязни с Луниным, полагая, что он был участником в сочинении некоторых из писем [политических памфлетов Лунина], и матери его Екатерине Фёдоровне много стоило выгородить сына своего. (С. П. Трубецкой)
Умер в селе Урик 28 апреля (10 мая по новому стилю) 1843 года. Похоронен в ограде урикской Спасской церкви.

## Семья
Жена: с 22.02.1823 г. — Александра Григорьевна, урождённая Чернышёва.
Дети:

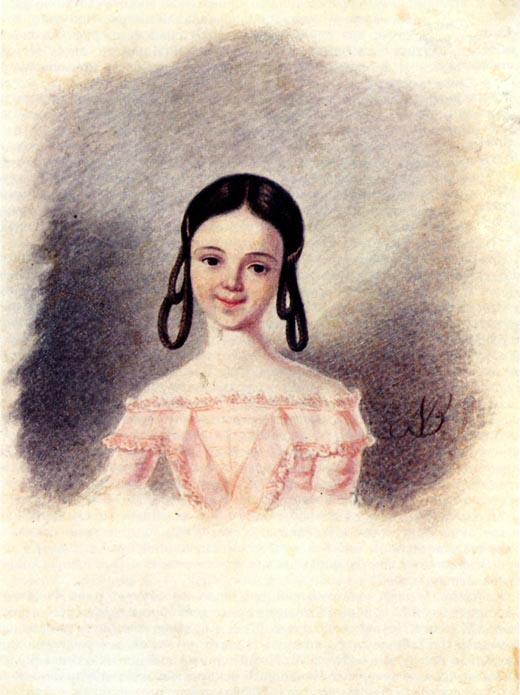
Софья Муравьева

- Екатерина Никитична (16.03.1824—1870), умерла от душевной болезни.
- Михаил Никитич (07.02.1825—26.02.1827), крестник своей бабушки Е. П. Чернышёвой.
- Елизавета Никитична (13.03.1826—7.05.1844)
- Софья Никитична (15.03.1829—7.04.1892), с 1848 года замужем за Михаилом Илларионовичем Бибиковым (1818—1881). Последние десятилетия своей жизни прожила в Москве, в собственном доме на Малой Дмитровке, по воспоминаниям внучки её дом был настоящим музеем.
- Ольга Никитична (11.12.1830—1831).
- Аграфена (Агриппина) Никитична (род. и ум. 1831).

## Сочинения
- Проект Конституции (1821—1825)
- «Опыт военного похода 1799-го года» (1817);
- «Мысли об Истории Государства Российского Н. М. Карамзина» (1818, опубликовано в 1954);
- «Любопытный разговор» (1820);
- «Историческое обозрение хода Общества» (1825)